# Ernst Mohr
Ernst Mohr foi um professor de engenharia mecânica na Universidade de Wuppertal. 
Ernst Mohr desenvolveu um foguete meteorológico, o Mohr, com o patrocínio da nova "Sociedade de Foguetes Alemã". O foguete foi lançado com sucesso pela primeira vez em 14 de Setembro de 1958, perto de Cuxhaven, atingindo 50 km de altitude.